# Josefa Andrés Barea
Josefa Andrés Barea (Burjassot, 1958) és una política socialista valenciana, diputada a les Corts Valencianes en la V, VI i VII legislatures i diputada al Parlament Europeu

## Biografia
Diplomada en infermeria, ha treballat com a subinspectora de sanitat. S'afilià a la UGT el 1982 i al PSPV-PSOE el 1983, ha ocupat diversos càrrecs dins el partit, i actualment és secretària de política institucional de l'executiva comarcal del PSPV-PSOE de l'Horta Nord.
Ha estat escollida diputada a les eleccions a les Corts Valencianes de 1999, 2003 i 2007. Ha estat secretària de la Comissió de Sanitat i Consum de les Corts Valencianes (1999-2003).
Va deixar l'escó a les Corts Valencianes per a ser diputada al Parlament Europeu el 2009 integrant-se al grup de l'Aliança Progressista de Socialistes i Demòcrates. Ha format part, entre d'altres, del Comitè de Pesca i del d'Indústria i Energia del Parlament Europeu.